# Pygmodeon latevittatum
Pygmodeon latevittatum är en skalbaggsart som först beskrevs av Bates 1885.  Pygmodeon latevittatum ingår i släktet Pygmodeon och familjen långhorningar.
Artens utbredningsområde är Honduras. Inga underarter finns listade i Catalogue of Life.